# Manieristas (pintores de vasos)

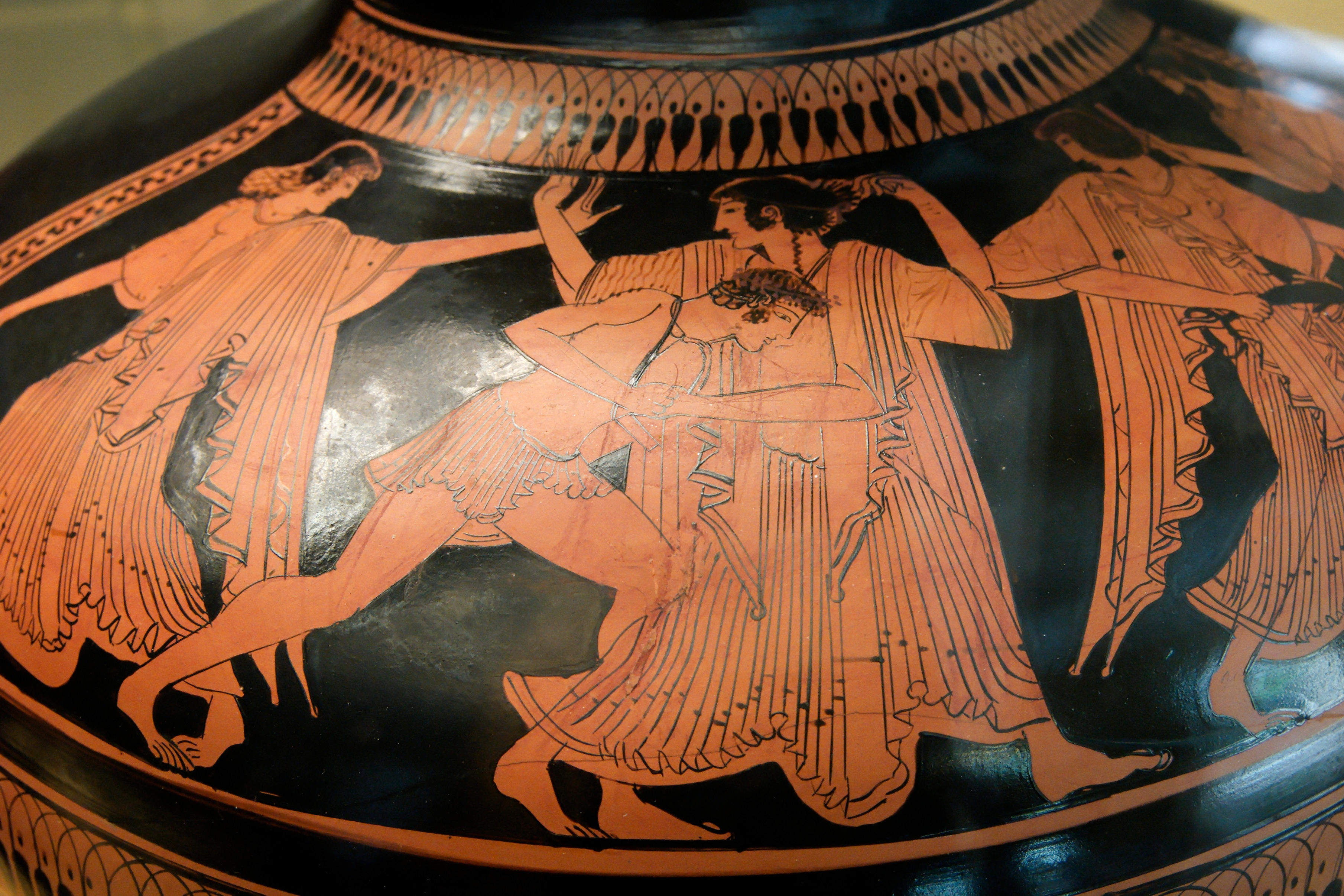
Rapto de Tetis por Peleo, en presencia de las Nereidas, hidria del Pintor de los cerdos, c. 470 a. C. Museo Arqueológico Nacional (España).

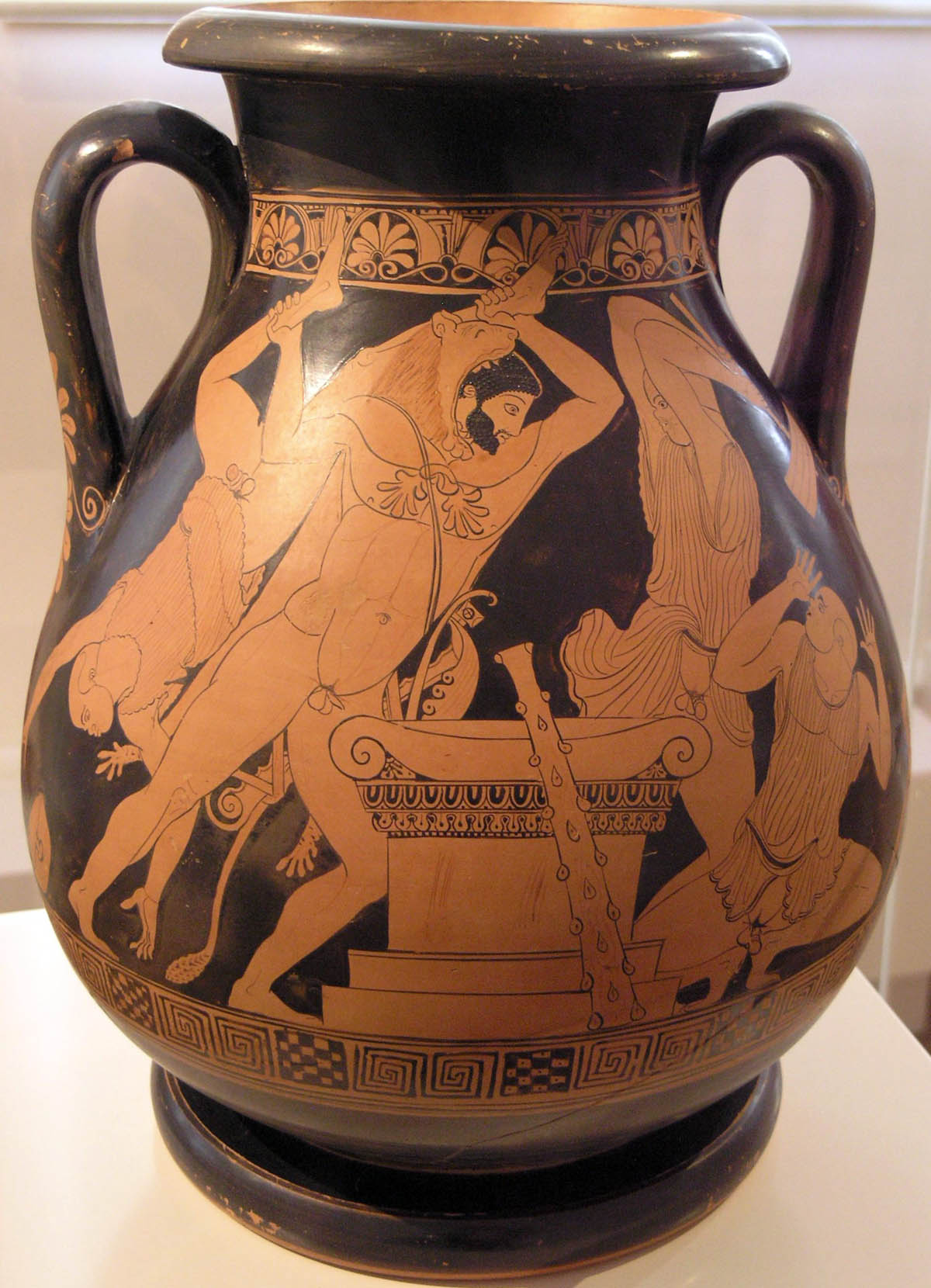
Heracles luchando con Busiris, pélice del Pintor de Pan, c. 470 a. C.

Los manieristas, en arqueología, describen bajo su nombre a un grupo de pintores áticos de cerámica de figuras rojas, activos desde el segundo cuarto del siglo V a. C. hasta casi finales de ese siglo, que estilísticamente están vinculados por su estilo de pintura, que dejando de lado las innovaciones formales introducidas en la decoración de vasos griegos, siguieron la influencia que se desarrollaba en la pintura mural de la época (como en Polignoto), y adoptaron un estilo arcaizante, manteniendo características de la pintura de vasos de figuras negras cuyas raíces se pueden rastrear en la obra del pintor de vasos Misón, activo en el primer cuarto del siglo V a. C.
Se pueden contar dentro del grupo a más de 15 artistas. Preferían pintar sobre cráteras de columna, hidrias y pélices. En este estilo manierista, sus figuras parecen alargadas y tienen cabezas pequeñas, los pliegues de los tejidos caen rígidos y densos, como asemejándose a escaleras, y las imágenes están enmarcadas con ornamentaciones utilizadas ya en el estilo de cerámica de figuras negras.
Los motivos también están influenciados por los existentes en períodos anteriores. Las escenas más representadas son las del tipo dionisíaco como la procesión denominada como o de simposio, extracciones de la vida real o del mito y con una teatralidad intrínseca.
Una representación frecuente es la de Aquiles y Áyax jugando un juego de mesa, un motivo popular en la cerámica de figuras negras, introducido por Exequias. Las figuras gesticulan como si utilizaran una forma de lenguaje de signos donde especialmente sus manos a menudo parecen rígidas y teatrales. Ocasionalmente, también se representan motivos raros, como la locura de Salmoneo, la única pintura conocida del tema.
Los primeros representantes de este estilo trabajaron en el taller del alfarero Misón entre el 480 a. C. y el 450 a. C.. El artista más importante del estilo en ese momento fue el Pintor de Pan, y también significativos el Pintor de los cerdos, el Pintor de Leningrado y el Pintor de Agrigento. La fase intermedia, entre aproximadamente 450 a. C. y 425 a. C. está dominada por el grupo Hefesto-Nausícaa que comprende siete artistas, entre los principales, el Pintor de Hefesto  y el Pintor de Nausícaa. Los últimos artistas importantes del estilo, cerca de finales del siglo V a. C. son el Pintor de la Academia y el Pintor de Atenas.
Las exportaciones de este tipo de producción están escasamente atestiguadas en Etruria, estando más dirigidas a la Magna Grecia y Sicilia.